# Mindelheimer Hütte
Die Mindelheimer Hütte ist eine Alpenvereinshütte der Sektion Mindelheim des Deutschen Alpenvereins (DAV); sie wurde 1920 erbaut. Seit 1997 trägt sie das Umweltgütesiegel für Alpenvereinshütten. Je nach Witterung und Schneelage hat die Hütte von Anfang Juni bis Anfang Oktober geöffnet und bietet 120 Menschen Platz zum Übernachten. Als Stützpunkt nahe dem beliebten Mindelheimer Klettersteig wird sie im Sommer häufig frequentiert und hat mehr als 9000 Übernachtungen pro Jahr.

## Geschichte

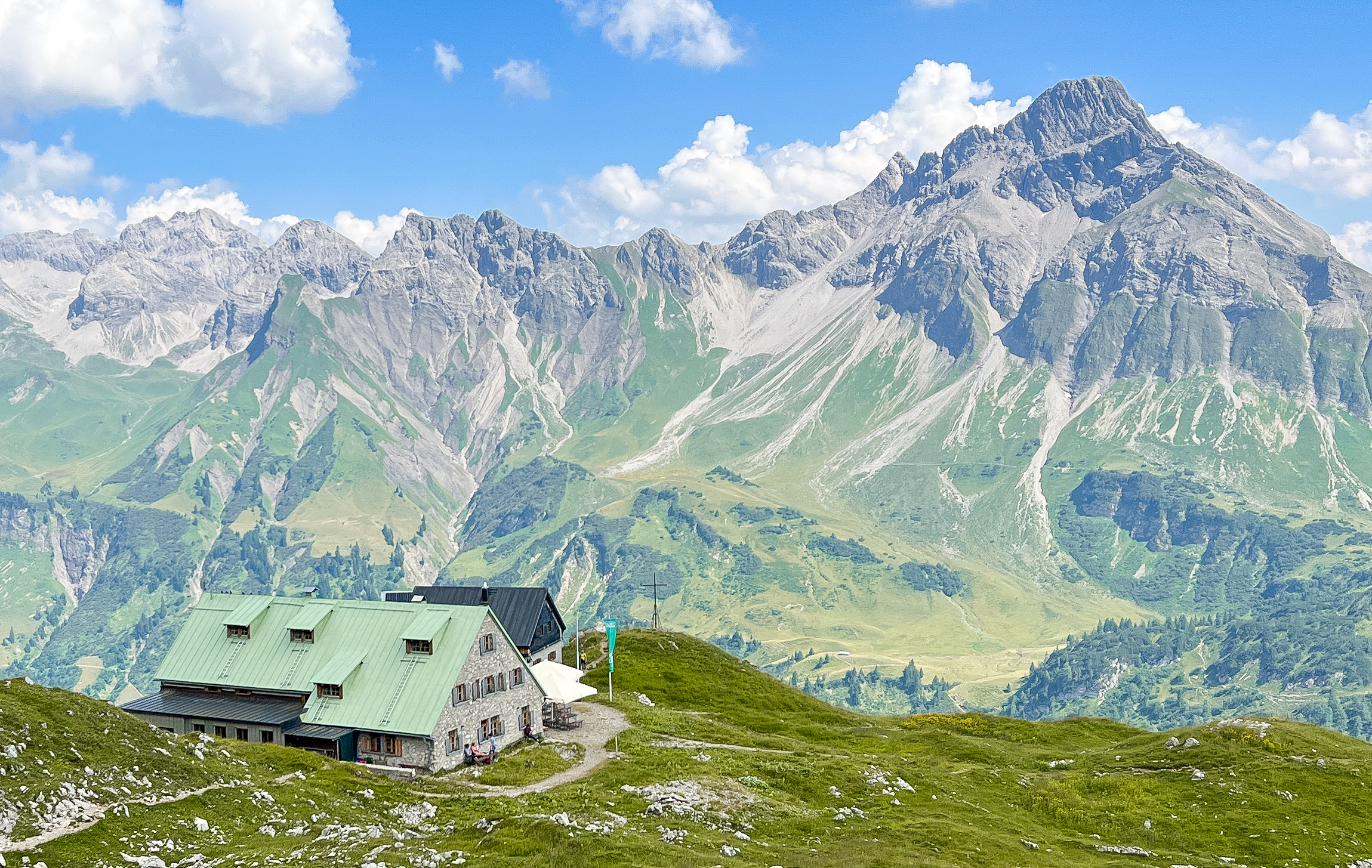
Von Westen

Um die Jahrhundertwende zum 20. Jahrhundert war die Sektion Mindelheim des DuOeAV auf der Suche nach einem eigenen Arbeitsgebiet in den Alpen. Im Gebiet um die Schafalpenköpfe wurde der damalige Vorsitzende fündig und die Sektion erwarb 1914 ein Grundstück in der Größe eines Tagewerks. Nach dem Ersten Weltkrieg wurden Wege sowie eine Not- und Bauhütte fertiggestellt. Die Eröffnung der ersten Mindelheimer Hütte, es war die Nothütte, fand am 29. August 1920 statt. Sie hatte 24 Schlafplätze.
In der Folge gab es verschiedene Versuche, die Hütte zu erneuern und mit einer Materialseilbahn zu versehen, es scheiterten jedoch alle. Zum Ende des Zweiten Weltkrieges wurde die Hütte von Französischen Truppen besetzt. Erst in den 1950er Jahren gelang der Neubau und die Vergrößerung auf 70 Schlafplätze. In den 1960er Jahren wurde die ersehnte Materialseilbahn aus dem Rappenalptal errichtet und eine erste Kläranlage gebaut. In der Folge kam es zu zahlreichen Renovierungen und Anbauten an der Hütte.
1977 übernahm Jochen Krupinski die Hütte, für die er noch immer im Hüttenteam mit Lucia Kitzelmann und Rainer Müller aktiv ist. Zum 25-jährigen Jubiläum des Neubaus fand eine Sitzung des Mindelheimer Stadtrats in der Hütte statt. Im Rahmen von Auflagen zu den sanitären Anlagen durch das Landratsamt Oberallgäu folgte nach 1989 ein Ersatzbau der Hütte. Dieser erhielt nach und nach eine Photovoltaikanlage und eine vollbiologische Kläranlage. 1997 wurde die Mindelheimer Hütte als eine der ersten mit dem Umweltgütesiegel des Alpenvereins ausgezeichnet, das zwischenzeitlich jedoch wieder aberkannt wurde. Nach 2000 erfolgten Umbauten in der alten Hütte und umfangreiche Modernisierungsmaßnahmen in den Bereichen Wasser- und Energieversorgung.
Der ehemalige Winterraum der Hütte im Nebengebäude wurde zurückgebaut, derzeit (2024) steht außerhalb der Öffnungszeiten lediglich ein offener Schutzraum mit vier Notlagern zur Verfügung.

## Zustieg
Als Talorte der Mindelheimer Hütte sind Warth (1495 m) und Mittelberg (1215 m) im Kleinwalsertal zu zählen. Für die Aufstiege zur Hütte ist Trittsicherheit und teilweise Schwindelfreiheit nötig.
Von Mittelberg im Norden führt der Wanderweg durch das Wildental in etwa drei Stunden zur Hütte. Der Weg 441 verläuft über die Untere Wiesalpe  (1290 m), die Wilden Tobel und die Hintere Wildenalpe (1777 m) hinauf zur Kemptner Scharte (2103 m). In deren Bereich ist teilweise mit Drahtseilen versichertes, steiles Felsgelände zu überwinden. Von dort verläuft der Weg hinab zur Hütte.
Aus dem Lechtal im Süden kann man die Hütte in knapp drei Stunden erreichen. Hier ist es Weg 445, der von Lechleiten über den Schrofenpass (1685 m) und das Tal des Haldenwanger Bachs zur Schutzhütte führt.
Weitere, jedoch längere Zustiege beginnen im Tal der Stillach in Oberstdorf. Zum einen bietet sich die Möglichkeit, mit der Fellhornbahn zur Gipfelstation (1967 m) aufzufahren. Von dort hinab in den Gundsattel und weiter unter der Kanzelwand querend auf dem Krumbacher Höhenweg absteigend zur Kühgundalpe (1745 m). Nun wieder aufwärts zur Rossgundscharte und auf dem Höhenweg die Schafalpenköpfe querend zur Mindelheimer Hütte. Diese Variante dauert ungefähr vier Stunden. Alternativ mit dem Bus bis kurz hinter Birgsau und weiter auf dem Fahrweg durch das Stillach- und Rappenalptal in ca. sechs Kilometern zur Schwarzen Hütte (1242 m); ab hier unschwer auf Weg 441 hinauf zur Hütte; Gesamtdauer für diese Tour ist ungefähr viereinhalb Stunden.

## Übergänge

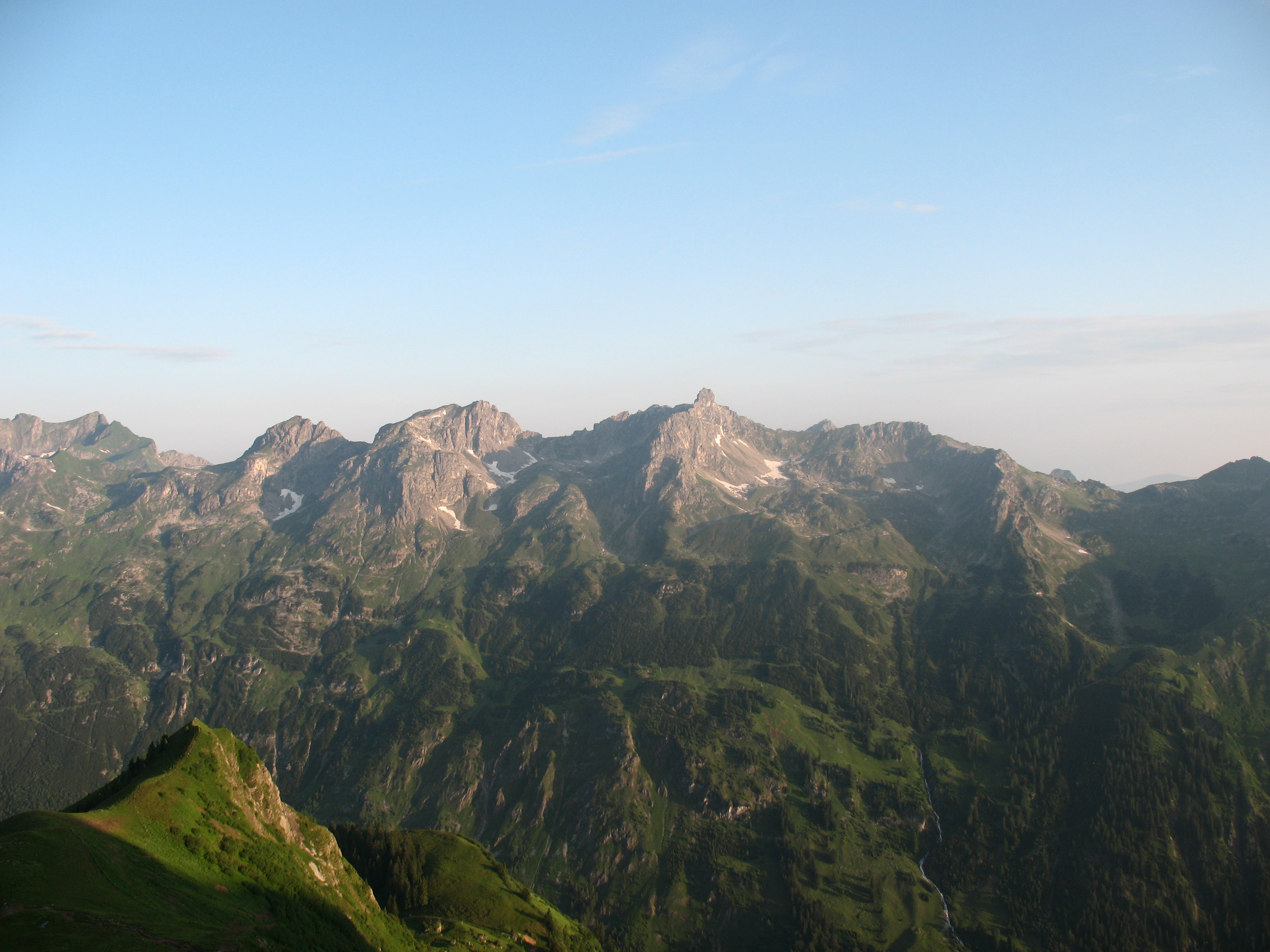
Schafalpenköpfe mit Krumbacher Höhenweg

Von der Mindelheimer Hütte bietet sich der Übergang zur Fiderepasshütte (2067 m) oder  Rappenseehütte (2091 m) an. Normalerweise ist die Mindelheimer Hütte Station zwischen den beiden Hütten bei der „Großen Durchquerung der Allgäuer Alpen“.
- Um von der Mindelheimer- zur Fiderepasshütte zu gelangen, gibt es zwei Routen:
  - Auf dem Krumbacher Höhenweg unter den Schafalpenköpfen zur Fiderescharte (2199 m) und hinab zur Hütte (2½ Stunden).
  - Über die Schafalpenköpfe und den Kemptner Kopf auf dem Mindelheimer Klettersteig zur Kemptner Scharte (Schwierigkeit C[6],  mindestens vier Stunden, alpine Erfahrung und Klettersteigausrüstung).
- Der Weg zur Rappenseehütte verläuft zunächst in umgekehrter Richtung zum Zugang aus dem Lechtal. Am Schrofenpass zweigt der Weg zum Salzbücheljoch ab und führt unter dem Biberkopf querend zum Mutzentobel und von dort zur Rappenseehütte (4½ Stunden).
- Zur Widdersteinhütte (2009 m).

## Gipfel
Neben dem Mindelheimer Klettersteig sind noch weitere Möglichkeiten der Gipfelbesteigung gegeben.
- Zunächst der Angererkopf (2263 m), der vom Weg 444 mühsam und in einer Schwierigkeit von I–II über die Einschartung zum Liechelkopf und den Westgrat bestiegen werden kann.[7]
- Nahe bei der Hütte, aber trotzdem wenig bestiegen ist der zweieinhalb Stunden entfernte Liechelkopf (2384 m). Seine Besteigung vom Weg 444 aus verläuft in teilweise sehr steilem Gelände und der Weg ist nicht markiert. Trittspuren können bei der Orientierung im Aufstieg von Südosten helfen. Vom Liechelkopf bietet sich die Möglichkeit einer Überschreitung zum Elferkopf (2387 m).[7] Sie verläuft auf dem ausgesetzten Grat und erfordert Kletterkönnen im II. Grad.[8]
- Eine einfache Tour ist die Besteigung des Geißhorns (2366 m) über den Weg 444 in knappen zwei Stunden.[9]

## Bilder

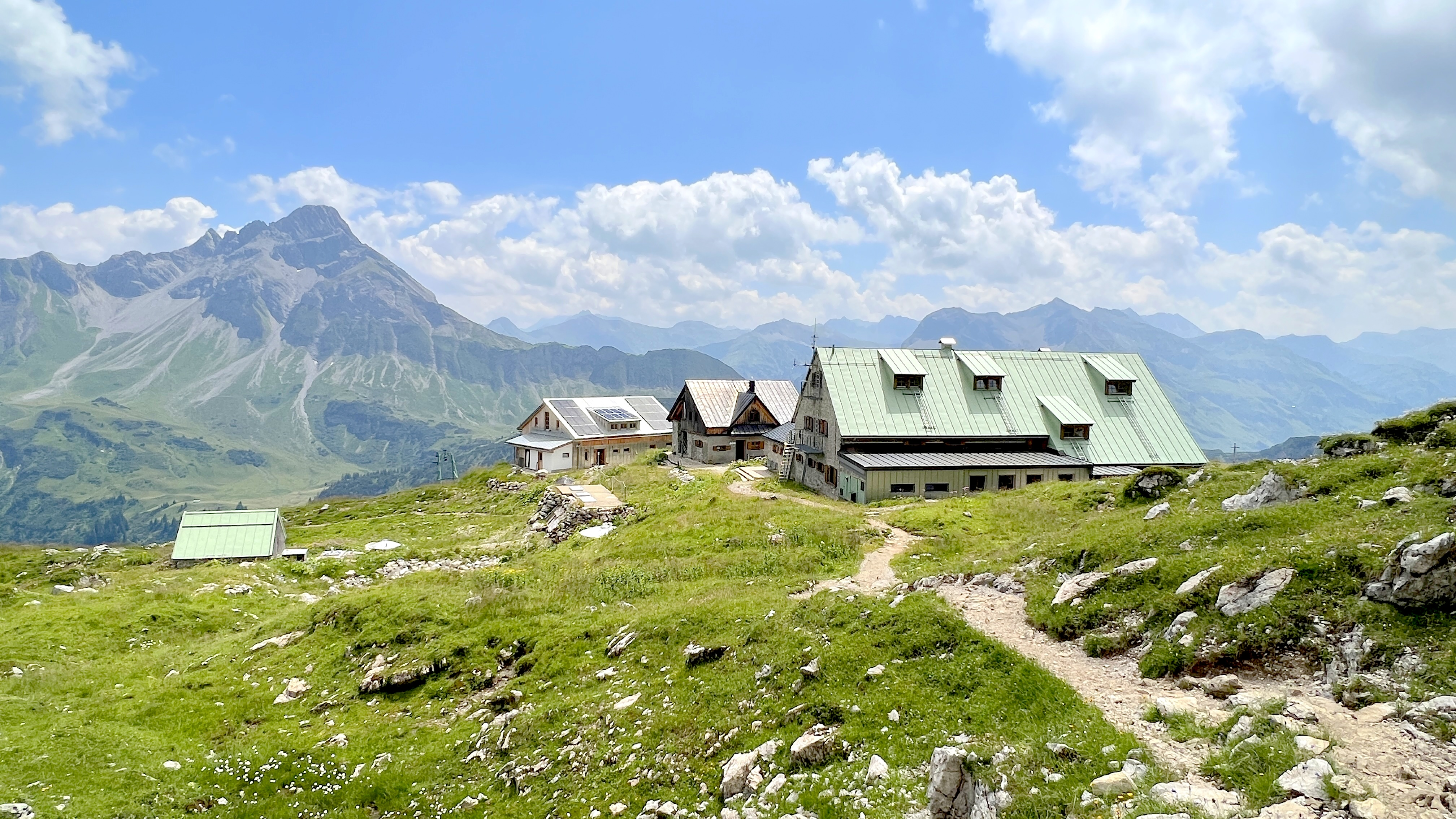
vom Kemptner Köpfle aus kommend
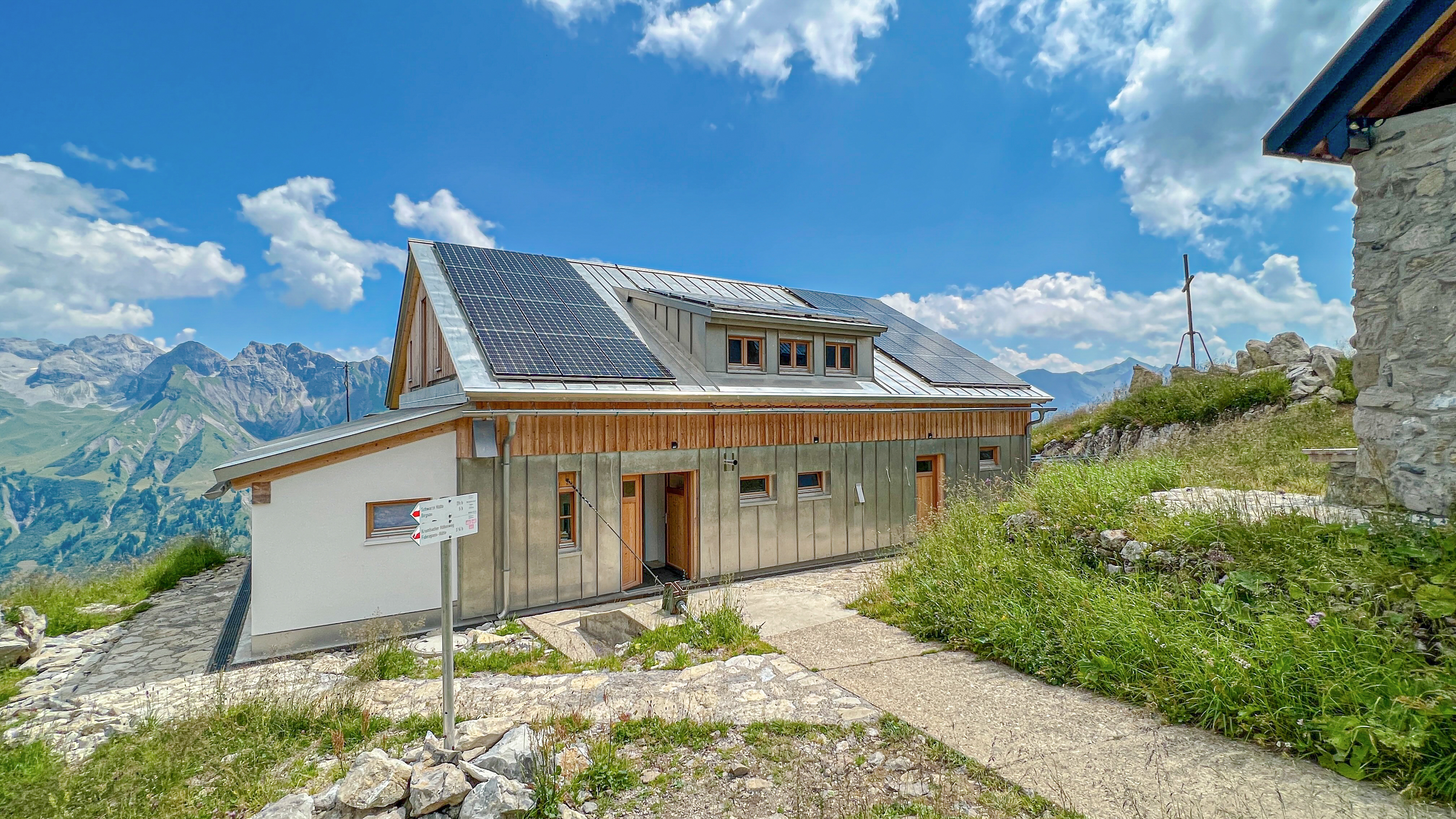
Gebäude Materialseilbahn und Personalräume
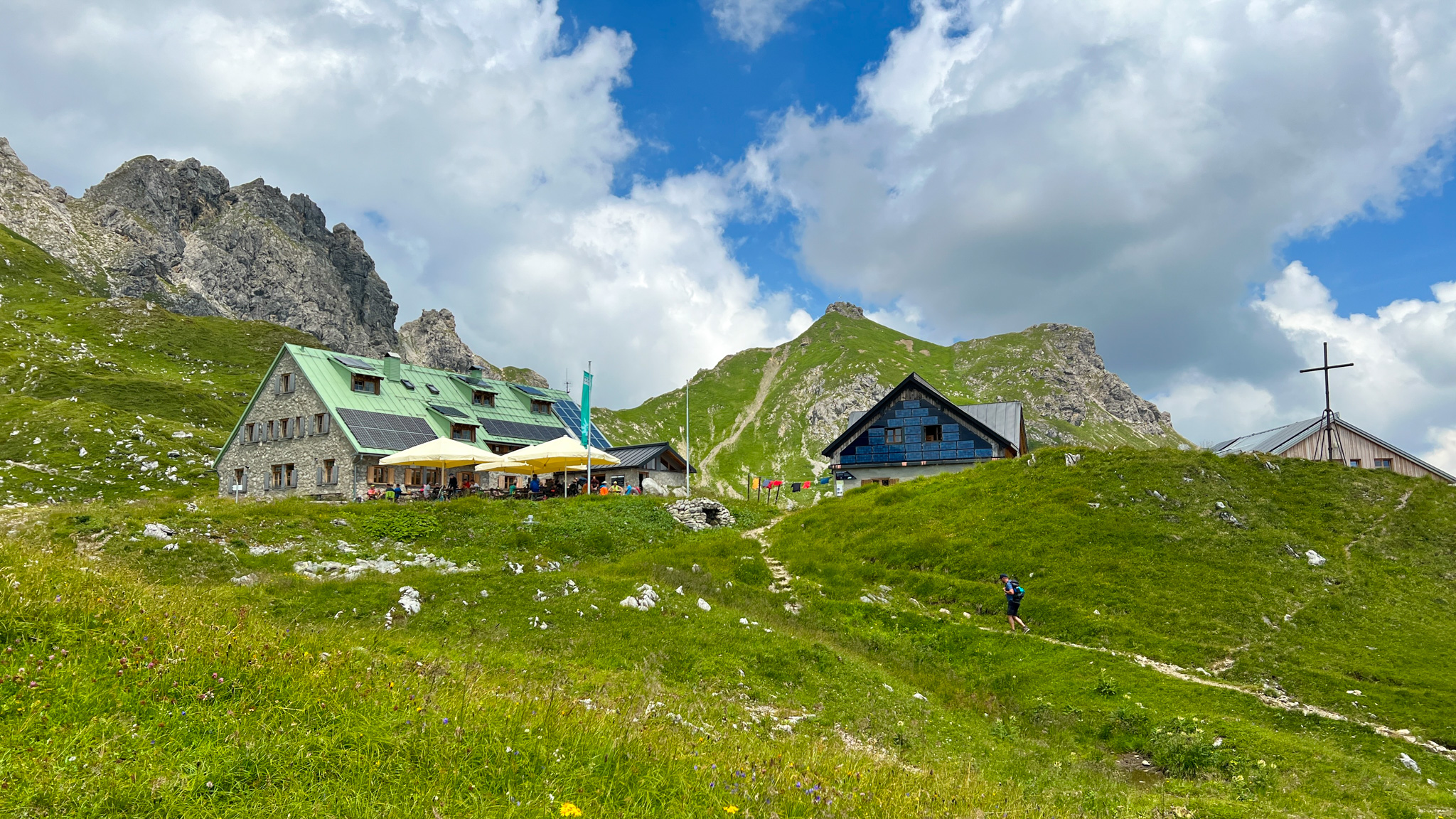
vom Rappenalptal aus kommend
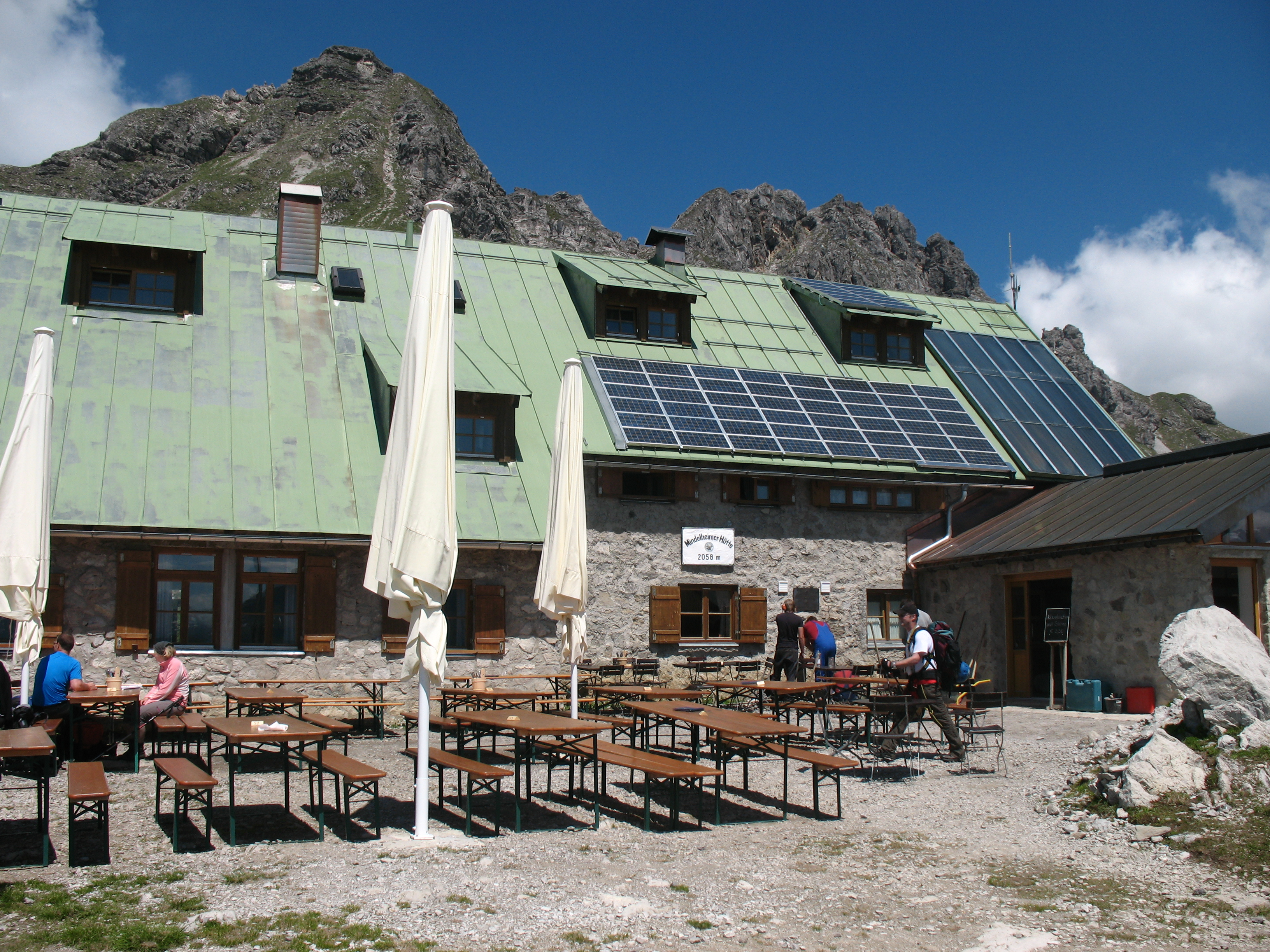
Terrasse
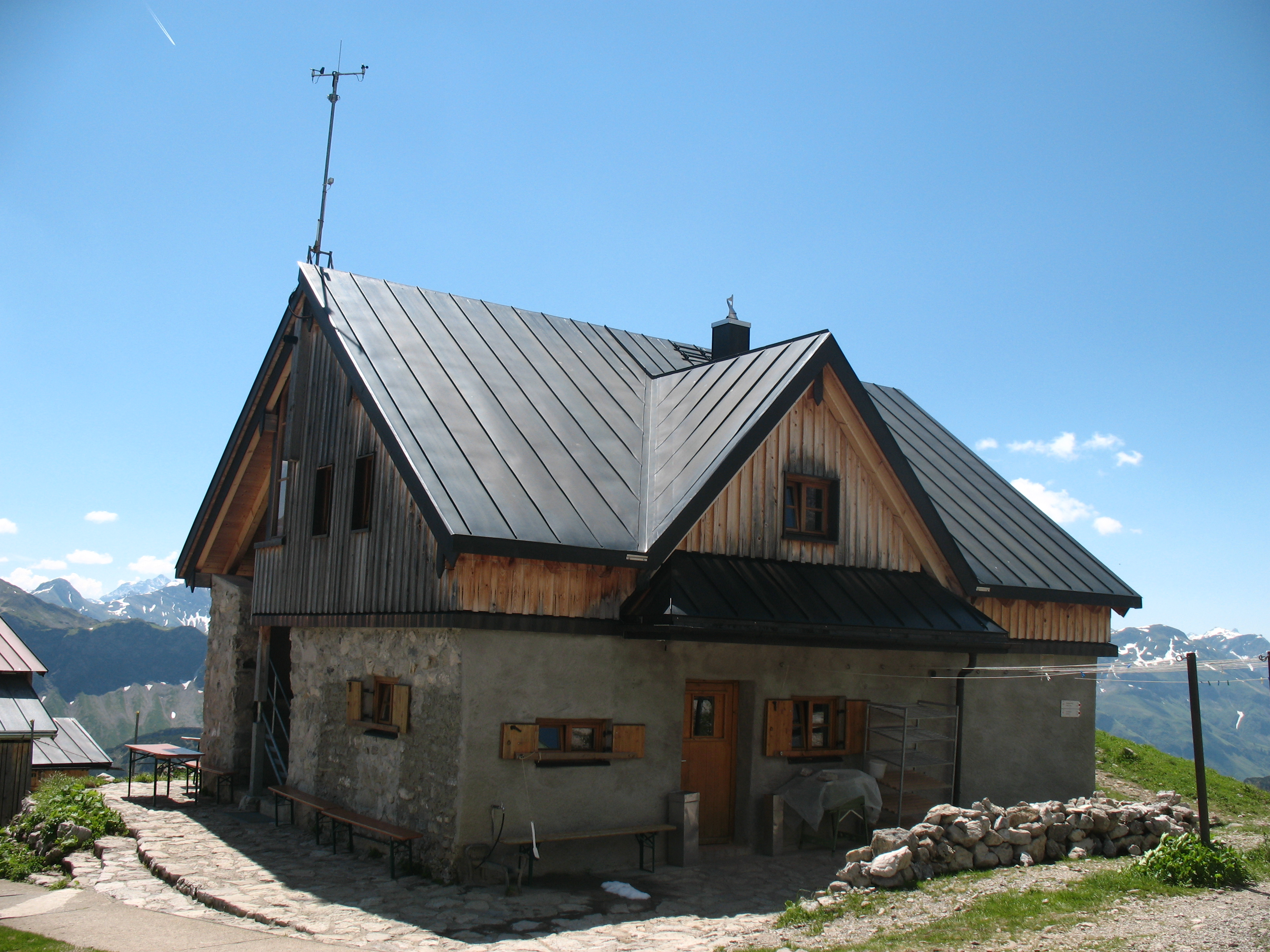
Nebengebäude (ehemaliger Winterraum) mit Windmesser
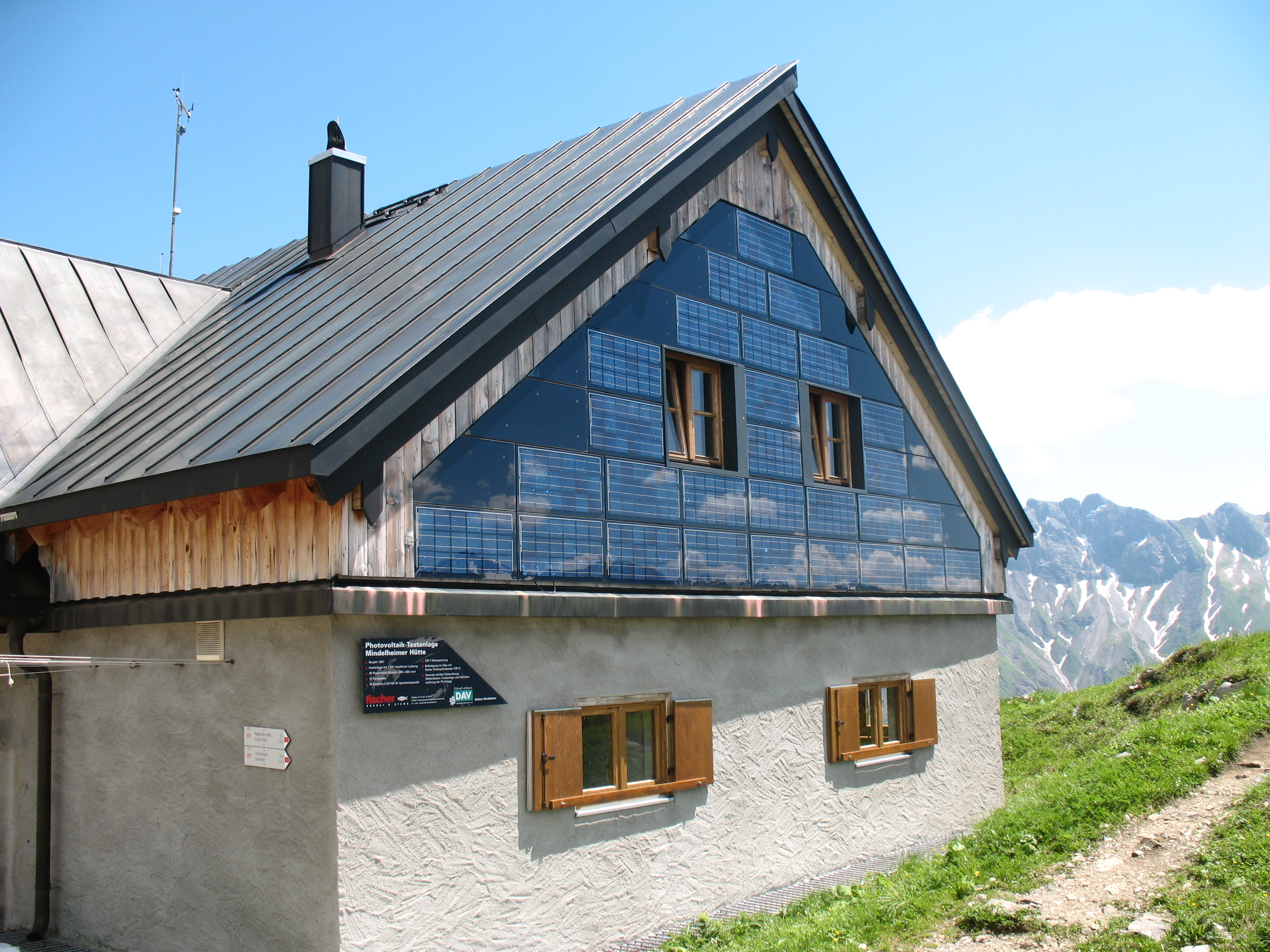
Photovoltaik-Testanlage am Nebengebäude
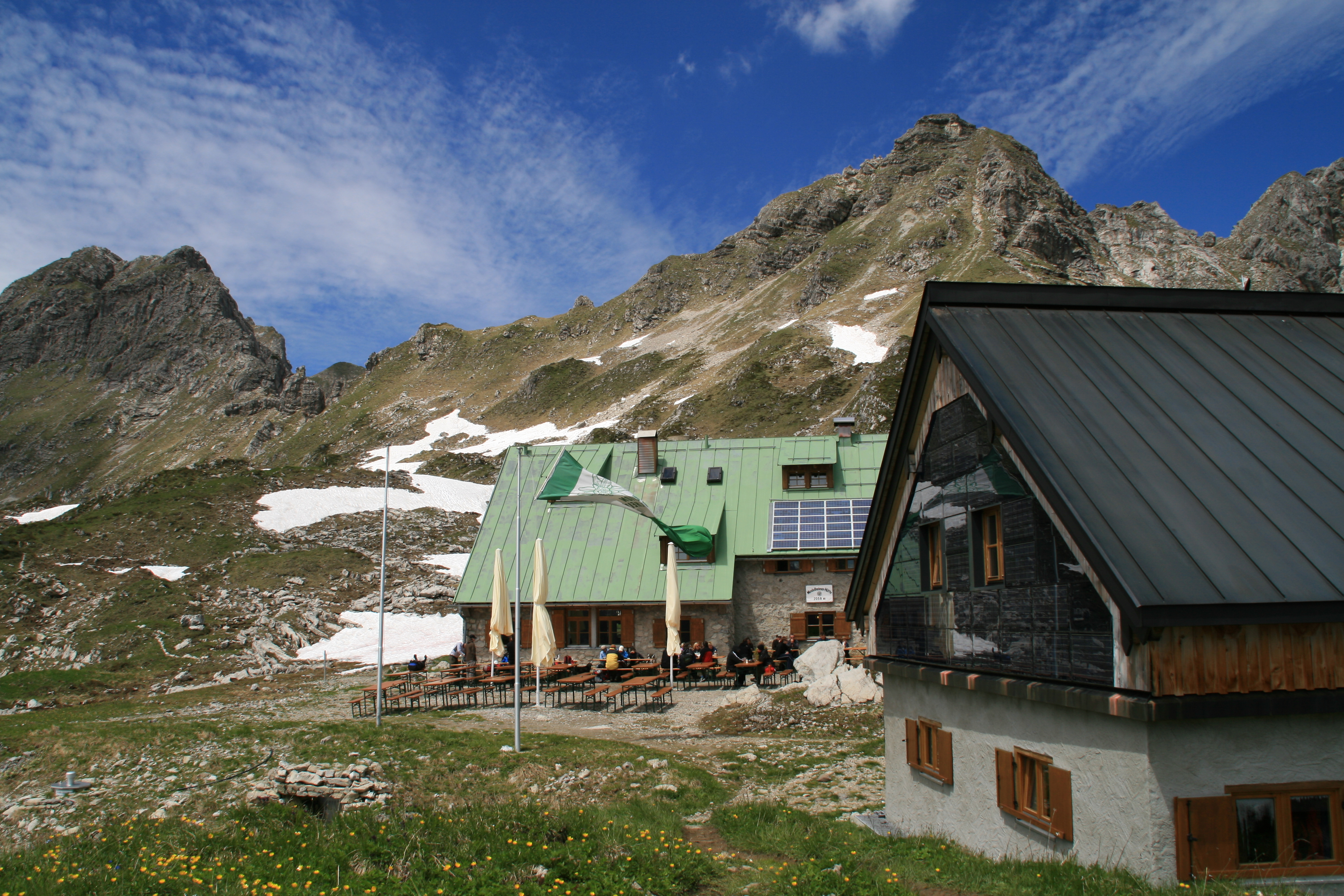
Blick vom Nebengebäude auf die Terrasse

## Filmografie
- Der Mann und der Berg – Eine Allgäuer Hüttenwirtlegende. Brigitte Kronberger, 2009: Dokumentation über Hüttenwirt Jochen Krupinski